# Estación de Rossio
La estación de tren de Rossio, en portugués, Estação Ferroviária do Rossio, es una estación que sirve al centro de la ciudad de Lisboa, en Portugal,  perteneciente a la línea de Sintra. Se inauguró en 1891.

## Características
Se encuentra ubicada en el centro de la ciudad de Lisboa, con acceso por Rua 1º de Dezembro, cerca de la Praça de D. Pedro IV. Sus andenes poseen entre 132 y 208 metros de longitud y 90 cm de altura.
El edificio de estilo manuelino, es obra del arquitecto José Luís Monteiro, y fue catalogado en 1971 como un inmueble de interés público y también es parte de una zona de protección conjunta de la Avenida da Liberdade y la zona circundante. La nave, de grandes dimensiones, tiene 130 metros de longitud y 21 metros de altura, albergando, desde 1989, 9 vías.

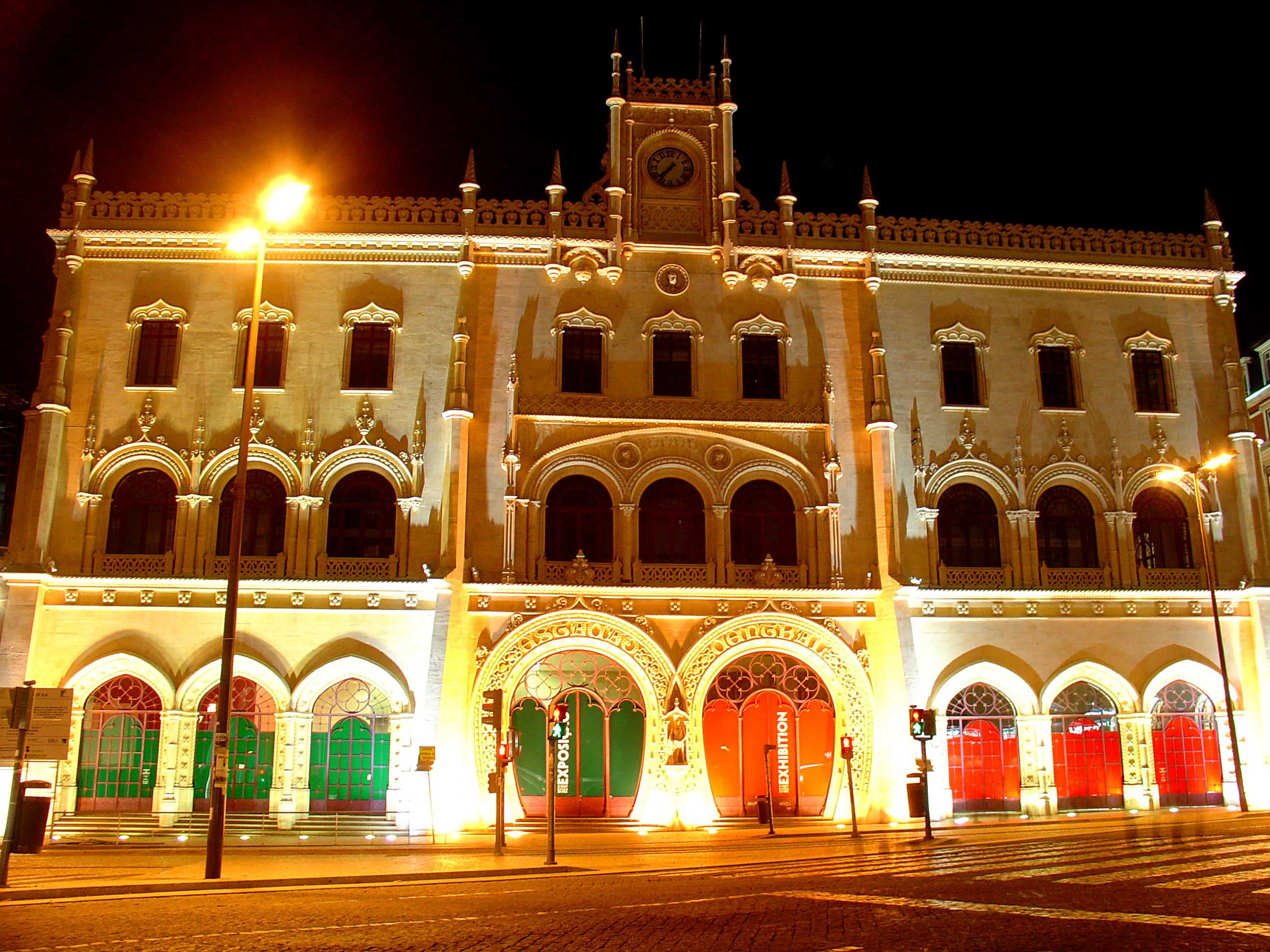
Estación de tren de Rossio, de noche.

## Servicios
Autobuses de Carris:
- 36 Odivelas - Cais do Sodré
- 44 Moscavide - Cais do Sodré
- 91 Aerobus
- 205 Cais do Sodré - Bairro Padre Cruz
- 207 Cais do Sodré - Fetais
- 709 Sul e Sueste - Campo de Ourique
- 711 Sul e Sueste - Alto da Damaia
- 732 Hospital de Santa Maria  - Caselas
- 745 Sul e Sueste - Prior Velho
- 759 Restauradores - Oriente

Metro de Lisboa:
- Estación de Restauradores de la línea Azul.